# Gabriele Schrey-Vasara
Gabriele Schrey-Vasara (* 25. Oktober 1953 in Rheydt) ist eine deutsche Bibliothekarin und Übersetzerin.

## Leben
Gabriele Schrey-Vasara studierte Geschichte, Romanistik und Finno-Ugristik an den Universitäten in Göttingen und Helsinki. Seit 1979 lebt sie in Helsinki, wo sie als Bibliothekarin an der dortigen Deutschen Bibliothek tätig ist. Daneben übersetzt sie Belletristik – darunter zahlreiche Kriminalromane – und Sachbücher aus dem Finnischen ins Deutsche. 2000 erhielt Schrey-Vasara ein Aufenthaltsstipendium der Künstlerresidenz Chretzeturm, Stein am Rhein. Sie wurde 2008 mit dem Staatlichen Übersetzerpreis Finnlands und dem Ritterkreuz des Finnischen Ordens der Weißen Rose ausgezeichnet, 2010 erhielt sie den Theodor-Aue-Kulturpreis.

## Herausgeberschaft
- Finnische Literatur in deutscher Übersetzung 1976 – 1996, Helsinki 1997 (herausgegeben zusammen mit Marja-Leena Rautalin)

## Übersetzungen
- Krister Björklund: Aus Finnland in die Schweiz, Zürich 1999
- Laura Gustafsson: Die Hure, München 2013
- Marko Hautala: Leichentücher, München 2013
- Marko Hautala: Schatteninsel, München 2013
- Paula Havaste: Ausgewichtelt, Köln 2010
- Seppo Hentilä: Neutral zwischen den beiden deutschen Staaten, Berlin 2006
- Kati Hiekkapelto: Kolibri, München 2014
- Hier ist Finnland, Helsinki 1999
- Pekka Hiltunen: Die Frau ohne Gesicht, Berlin 2013
- Pekka Hiltunen: Das schwarze Rauschen, Berlin 2014
- Annika Idström: Die Liebe um uns, Berlin 1993
- Annika Idström: Mein Bruder Sebastian, Berlin 1992
- Kari Immonen: Brücken der Seelen und Gedanken, Helsinki 2002
- Seppo Jokinen: Gefallene Engel, Cadolzburg 2014
- Marko Kilpi: Erfrorene Rosen, Dortmund 2010
- Marko Kilpi: Die Verschwundenen, Dortmund 2011
- Pentti Kirstilä: Den Göttern trotzt man nicht, Dortmund 2008
- Pentti Kirstilä: Klirrender Frost, Dortmund 2007
- Pentti Kirstilä: Nachtschatten, Dortmund 2005
- Pentti Kirstilä: Schwarzer Frühling, Dortmund 2006
- Pentti Kirstilä: Tage ohne Ende, Dortmund 2004
- Matti Klinge: Eine nordische Universität, Helsinki 1992
- Ildikó Lehtinen: Tscheremissischer Schmuck, Helsinki 1994 (übersetzt zusammen mit Klaas Ruppel)
- Leena Lehtolainen: Alle singen im Chor, Reinbek bei Hamburg 2002
- Leena Lehtolainen: Auf der falschen Spur, Reinbek bei Hamburg 2009
- Leena Lehtolainen: Auf die feine Art, Reinbek bei Hamburg 2003
- Leena Lehtolainen: Du dachtest, du hättest vergessen, Reinbek bei Hamburg 2007
- Leena Lehtolainen: Ich war nie bei dir, Reinbek bei Hamburg 2010
- Leena Lehtolainen: Im schwarzen See, Reinbek bei Hamburg 2006
- Leena Lehtolainen: Kupferglanz, Hamburg 1999
- Leena Lehtolainen: Die Leibwächterin, Reinbek bei Hamburg 2011
- Leena Lehtolainen: Der Löwe der Gerechtigkeit, Reinbek bei Hamburg 2013
- Leena Lehtolainen: Das Nest des Teufels, Reinbek bei Hamburg 2014
- Leena Lehtolainen: Sag mir, wo die Mädchen sind, Reinbek bei Hamburg 2012
- Leena Lehtolainen: Die Todesspirale, Reinbek bei Hamburg 2004
- Leena Lehtolainen: Weiß wie die Unschuld, Reinbek bei Hamburg 2003
- Leena Lehtolainen: Wer ohne Schande ist, Reinbek bei Hamburg 2014
- Leena Lehtolainen: Wer sich nicht fügen will, Reinbek bei Hamburg 2007
- Leena Lehtolainen: Wie man sie zum Schweigen bringt, Reinbek bei Hamburg 2005
- Leena Lehtolainen: Der Wind über den Klippen, Reinbek bei Hamburg 2004
- Leena Lehtolainen: Zeit zu sterben, Reinbek bei Hamburg 2002
- Marko Leino: Wunder einer Winternacht, Reinbek bei Hamburg 2008
- Macht und Bürokratie in Finnland, Helsinki 1999
- Reetta Niemelä: Ponyhof Sternenhügel, Köln 2014
- Leena Parkkinen: Bühne frei für Magermilch, Köln 2013
- Leena Parkkinen: Nach dir, Max, Berlin 2012
- Matti Rönkä: Bruderland, Dortmund 2008
- Matti Rönkä: Entfernte Verwandte, Köln 2010
- Matti Rönkä: Der Grenzgänger, Dortmund 2007
- Matti Rönkä: Russische Freunde, Köln 2010
- Matti Rönkä: Zeit des Verrats, Köln 2012
- Juhani Seppovaara: Ansichten eines Lebens, Berlin 2014
- Jarkko Sipilä: Im Dämmer des Zweifels, Reinbek bei Hamburg 2007
- Jarkko Sipilä: Die weiße Nacht des Todes, Reinbek bei Hamburg 2007
- Timofej Jevsevjevs ethnographische Sammlungen über die Tscheremissen, Helsinki 1958
- Allan Titta: Kennst du Finnland?, Helsinki 2003
- Vogelwild, München 2010
- Heikki Ylikangas: Der Weg nach Tampere, Berlin 2002